# Zanthoxylum zanthoxyloides
Zanthoxylum zanthoxyloides är en vinruteväxtart som först beskrevs av Jean-Baptiste de Lamarck, och fick sitt nu gällande namn av B. Zepernick & F.K. Timler. Zanthoxylum zanthoxyloides ingår i släktet Zanthoxylum och familjen vinruteväxter. Inga underarter finns listade i Catalogue of Life.